# FREEDOM (スポーツ番組)
『FREEDOM』（フリーダム）は、2002年10月13日から2003年3月30日までテレビ東京系列局で放送されていたテレビ東京製作のスポーツ番組である。スノーボード、スキー、サーフィンなどを主に取り上げていた。放送時間は毎週日曜 17:30 - 18:00 （日本標準時）。